# 26275 Jefsoulier
26275 Jefsoulier è un asteroide della fascia principale. Scoperto nel 1998, presenta un'orbita caratterizzata da un semiasse maggiore pari a 2,5289139 UA e da un'eccentricità di 0,1050962, inclinata di 7,06426° rispetto all'eclittica.